# دانیله رومانو
دانیله رومانو (انگلیسی: Daniele Romano؛ زادهٔ ۵ مهٔ ۱۹۹۳) بازیکن فوتبال اهل سوئیس است.